# Синан Хасани
Синан Хасани (алб. Sinan Hasani; Пожарање, код Витине, 14. мај 1922 — Београд, 28. август 2010) био је албански писац и југословенски политичар и дипломата. Био је председник Председништва СФРЈ од 15. маја 1986. до 15. маја 1987. године.

## Биографија
Рођен је 14. маја 1922. године у месту Пожарање, близу Витине. Након основне школе, коју је завршио у родном месту Пожарању, школовање је наставио у Гази Иса-беговој медреси (средња школа) у Скопљу. После рата завршио је Вишу партијску школу „Ђуро Ђаковић” у Београду (1950 -1952).
У Народноослободилачкој борби учествује од 1941. године, а члан Комунистичке партије Југославије је од 1942. године. Ухапшен је од стране Немаца и одведен у ропство 1944. године, где је и остао, у кампу близу Беча, до краја рата. Касније је постао председник Социјалистичког савеза радног народа (ССРН) Косова и радио у приштинској издавачкој кући Рилиндја, од 1965. до 1967. године.
Од 1971. до 1974. године био је амбасадор Југославије у Копенхагену, Данска. Године 1982. је постао председник Покрајинског комитета Савеза комуниста Косова, а 1984. је ушао у Савезно извршно веће, као представник САП Косово.
На место председника Председништва СФРЈ је изабран 15. маја 1986, а мандат му је трајао до 15. маја 1987. године.
Синан Хасани је познати албански књижевник у Југославији. Објавио је први роман на албанском језику „Грожђе је почело да зри“ 1957. године.

## Романи
- Грожђе је почело да зри, 1957,
- Једна немирна ноћ, 1961,
- Где се одваја река, 1963,
- Дечак са одликовањем, 1967,
- Ветар и храст, 1983,
- Детињство Ђона Ватре, 1975,
- За бели хлеб, 1977,
- Набујала река, 1980.

## Сабрана дела
- Сабрана дела, 1980.

По роману „Ветар и храст“ 1979. године Бесим Сахатчију (Besim Sahatçiu) је снимио филм у продукцији Косово филма из Приштине и серију за ТВ Приштину. Исти редитељ је екранизовао и „Набујалу реку“ код истог продуцента 1983. године, направивши такође и ТВ серију. 
Већина Хасанијевих романа је преведено и објављено на српском језику (Грожђе је почело да зри, Где се река дели, Ветар и храст и Друго детињство Џона Ватре).

## Путописи
- (Путописи), 1983,

## Мемоари
- Косово - истине и заблуде, (на српскохрватском), Центар за информације и публицитет, Загреб, 1986,